# Historia del Rosario

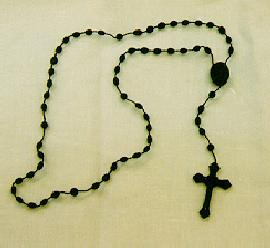

La historia del Rosario tiene diferentes puntos de vista. El uso de los cordones de oración anudados en el cristianismo se remonta a los Padres del Desierto en los siglos III y IV. Estos sistemas de cuenta se utilizaron para oraciones como la oración de Jesús en el monacato cristiano. El período posterior al Primer Concilio de Éfeso en 431 fue testigo de un crecimiento gradual en el uso de las oraciones marianas durante la Edad Media.
Según algunas tradiciones apostólicas, el Rosario fue entregado en el siglo XIII, en 1208, a Domingo de Guzmán (1170-1221) en una visión de la Santísima Virgen María y luego fue promovido por el Beato Alano de la Roca.

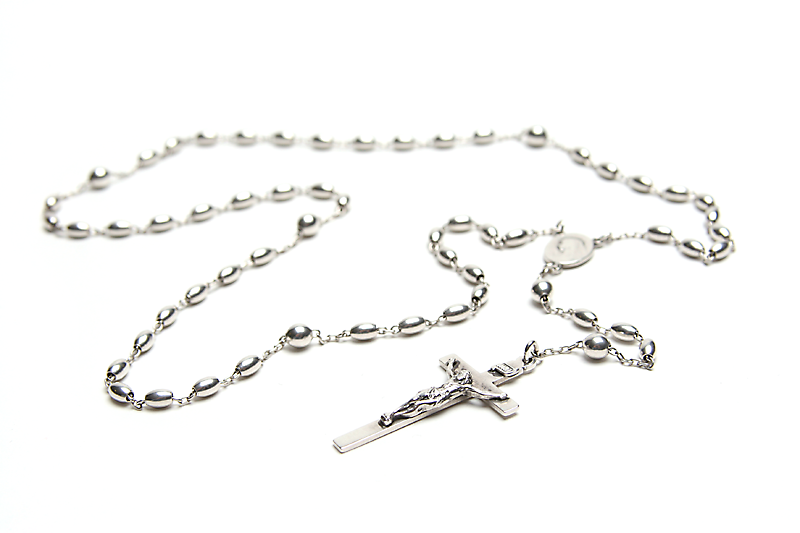
Un rosario tradicional de cinco décadas en plata de ley.

La práctica de la meditación durante la oración de las Avemarías se atribuyó a Domingo de Prusia (autor de Liber experientiae 1458), un monje cartujo del siglo XV, que lo llamó el "Rosario de la vida de Jesús" (vita Christi Rosarium). En 1977, el teólogo de Trier (Alemania) llamado Andreas Heinz descubrió un rosario vita Christi que databa de 1300, lo que sugiere que el origen del rosario actual se remonta al menos desde esa época. La victoria cristiana en la batalla de Lepanto en 1571 fue atribuida al rezo del Rosario, basado en la petición que hizo el papa Pío V para que se rezase el Rosario por la  victoria en la guerra "contra el infiel"; Y finalmente estableció la fecha de la fiesta de Nuestra Señora del Rosario. En 1569, la bula papal Consueverunt Romani Pontifices estableció la devoción al rosario en la Iglesia católica. En 2002, el papa Juan Pablo II introdujo los Misterios Luminosos, basados en una compilación de San Jorge Preca, el primer santo de Malta, como una opción en una Carta Apostólica sobre el Rosario, Rosarium Virginis Mariae .

## Historia
Las oraciones con cuentas como el rosario pueden haber comenzado como una práctica de los laicos para imitar el monacato cristiano de la Liturgia de las Horas, durante el transcurso de la cual los monjes rezaban los 150 salmos diariamente. Como muchos laicos e incluso monjes no sabían leer, sustituyeron 150 repeticiones del Padre Nuestro (Pater noster en latín) por los Salmos, a veces usando una cuerda con nudos para llevar una cuenta precisa.

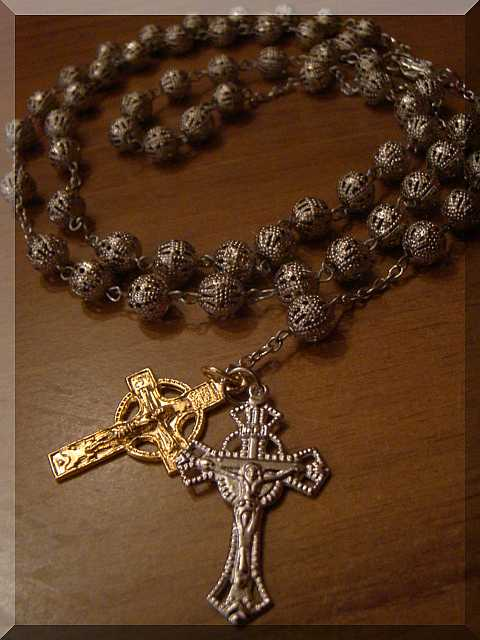
Un rosario egipcio de estilo copto con un crucifijo copto adicional

Según una tradición dominicana, en 1208 el rosario fue entregado a Domingo de Guzmán en una aparición de la Santísima Virgen María en el monasterio de Prouilhe. Esta aparición mariana recibió el título de Nuestra Señora del Rosario. Se dice que en el siglo XV, el beato Alano de la Roca (también conocido como Alain de la Roche o San Alan de la Roca), un sacerdote y teólogo dominico, recibió una visión de Jesús sobre la urgencia de restablecer el rosario como forma de oración. El beato Alano de la Roca también dijo que recibió las "15 Promesas de la Mater". Antes de su muerte el 8 de septiembre de 1475, restableció el rosario en muchos países y estableció muchas Cofradías del Santísimo Rosario. A pesar de la popularidad de la historia del beato Alano de la Roca sobre los orígenes del rosario, nunca se ha encontrado ninguna evidencia histórica que vincule positivamente a Domingo de Guzmán. La historia de la devoción de Domingo de Guzmán al rosario y la supuesta aparición de Nuestra Señora del Rosario no aparece en ningún documento de la Iglesia o de la Orden de Predicadores antes de los escritos del beato Alano de la Roca, unos 300 años después.

### Orígenes
Las oraciones repetidas aparecen desde los primeros siglos del cristianismo. Se atribuye a Antonio Abad, ermitaño en el desierto de Egipto, la invención del komvoskhinion, rosario ortodoxo todavía utilizado por los monjes del Monte Athos. El anacoreta Pallades en Scété recitaba 300 oraciones idénticas todos los días, al igual que Pablo de la Tebaida, que puso bajo los lados de su manto 300 pequeños cubos de piedra destinados a los mosaicos; tiraba uno cada vez que decía una oración. Estas oraciones, llamadas orationes, podría recitarse 100, 300, 700 veces seguidas según los autores antiguos, pero la historia no dice si es el Padre Nuestro, el Ave María u otros textos. Posteriormente, Buenaventura de Bagnoregio recitará hasta 1000 Ave María por día.
La devoción del rosario, que ya están en uso entre los cistercienses del siglo XII, fue desarrollada bajo la influencia de los dominicos. Existió en su forma actual desde el siglo XIV. Por eso, muchas pinturas de la “Virgen del Rosario” la representan ofreciendo una rosa o un rosario a los miembros de esta orden: Domingo de Guzmán, el fundador, o Alano de la Roca y Catalina de Siena.
La palabra "rosario", atestiguada desde el siglo XIII, viene del latín rosarium (o rosarius), lo que significa un jardín de rosas o un campo de rosas. Ha sido atestiguada a finales del siglo XV en otros puestos de trabajo, religiosos o seculares. La palabra rosarium es, por ejemplo, utilizada en 1498 por el franciscano Bernardino de Bustis para su sermón Rosarium, una colección de sermones que contiene citas de autores como Dante, Petrarca, Jacopone da Todi o Cecco d'Ascoli  : este título está traducido por Garland. Sermones. También se conocen el Rosario de los milagros de Nuestra Señora  y el Rosarium philosophorum en alquimia .
El dominico Alano de la Roca, fundador de una de las primeras cofradías del Rosario en Douai, no quiso utilizar este término, que le evocaba el paganismo, y prefirió el de Salterio de Nôtre-Dame.
Desde el siglo XV han aparecido numerosos estudios sobre el rosario, incluso en 1526 el Rosario de Nuestro Señor, en 1533 la mística Rosario dulce para creer almas y más tarde la mística hermana Rose Antonin Thomas.

### El Rosario de los Dominicos
El Rosario de los Dominicos data del siglo XIII. Al término de tres días de oración en el bosque de Bouconne, a las puertas de Toulouse, Domingo de Guzmán habría recibido el rosario como medio de convertir a las poblaciones seguidores del catarismo. Esta leyenda simplemente refleja el compromiso de los dominicos en el rezo del rosario, pero no se estableció hasta mucho más tarde, hacia el siglo XV.
Es al fraile dominico Alano de la Roca, nacido en Bretaña en 1428, a quien debemos su difusión: predicó en Flandes y luego en Lille, donde, en contacto con los monasterios cartujos, descubrió las cláusulas de Domingo de Prusia. Alano de la Roca se convierte entonces en el apóstol del rosario, al que llama "Salterio de Cristo y de la Santísima Virgen María".
También le debemos la división en los tres grupos de misterios (misterios gozosos, misterios dolorosos y misterios gloriosos) y en quince precisos misterios.

### Los Clausules cartujos
La división del rosario en quince decenas, cada una separada por el rezo de un Pater Noster, se atribuye a Henri Eger de Calcar  (fallecido en 1408), cartujo de Colonia , cuna de la primera Cofradía del Santísimo Rosario .
Hacia 1398, Adolphe d'Essen , monje de la Cartuja de Saint-Alban en Tréveris , escribió el primer texto recomendando la recitación de la 50 Ave. en una forma breve apoyada por la meditación sobre el nacimiento y la vida de Jesús. Esta devoción es luego presentada a la corte por su amiga, la Beata Margarita de Baviera .
Posteriormente, Adolphe d'Essen introdujo en esta fórmula a un cartujo polaco, Domingo de Prusia . Este último tuvo entonces la idea de vincular sistemáticamente el rezo del Rosario y la contemplación de la vida de Cristo, dividiéndolo en 50 episodios y luego escribiendo para cada uno un breve texto destinado a seguir al Ave María . Luego extendió este proceso a todo el Salterio Mariano escribiendo 50 meditaciones breves, o cláusulas , en latín y alemán, sobre la infancia, la vida pública y la Pasión de Cristo . Por ejemplo: "Jesús, a quien Juan bautizó en el Jordán y nombró Cordero de Dios "; "Jesús, que después de haber elegido a sus discípulos, predicó a los hombres el Reino de Dios ";" Jesús, que en la Última Cena, instituyó el sacramento de su Cuerpo y de su Sangre "... Su prior, seducido por esta propuesta, envía él a varios monasterios de su orden.
Luego Domingo de Guzmán escribe una serie de tres veces 50 cláusulas, en paralelo con los 150 Salmos de la Biblia .
Se establece así el doble principio del rosario, tanto mariano como cristocéntrico. En el siglo XIV y durante los siglos siguientes, varios cambios se hacen más que afectan a la forma que de fondo.

### Las bulas papales
En una bula papal de 1294, Alejandro IV concedió una indulgencia a la hermandad del Rosario fundada en la iglesia de los dominicos en Florencia y en otras dos bulas, a los conventos dominicos de Piacenza y Padua.
Pío V ordena que el primer domingo de octubre recordemos a Santa María de la Victoria para agradecer a Dios, por intercesión de la Santísima Virgen, por la victoria sobre los turcos en la batalla de Lepanto, el 7 de octubre de 1571 : este día cayó el primer domingo de octubre de este año. Pío V habría sido informado milagrosamente de esto antes de que las noticias oficiales pudieran llegar a él.
Su sucesor publica la bula de la fiesta del Rosario. El Papa Gregorio XIII fija la fecha de esta fiesta el primer domingo de octubre, que se celebrará en las iglesias que tengan un altar bajo la advocación del rosario.
Bajo la influencia de la piedad popular, el texto del Ave María se amplía y se transforma en una oración de súplica. Fue durante la época del jesuita Pedro Canisio (1521-1597) cuando se difundió cada vez más la invocación "Santa María, reza por nosotros, pecadores".

### El Rosario Carmelita
Los Carmelitas no tienen el rosario como signo distintivo sino el escapulario del Monte Carmelo . Juan de la Cruz, sin embargo, insiste en la espiritualidad del rezo del rosario, y en el espíritu de pobreza: palabras revolucionarias en un momento en el que se creó la hermandad de los patenosters , que hacían rosarios cada vez más lujosos, de coral o de ámbar. , siguen la moda, mientras que los primeros rosarios eran un simple cordón con granos, a veces pulseras de cuentas de madera  ,  .

### Grignion de Montfort
El rosario es ante todo una escuela de oración y contemplación , lo que implica que se practique con regularidad. El modo de recitarlo lo describe Luis María Grignion de Montfort en El secreto admirable del muy Santísimo Rosario . Es importante evitar todas las distracciones voluntarias (pero “No puedes, en verdad, rezar el Rosario sin tener algunas distracciones involuntarias” - 120) y estar acompañado de una “oración mental” . La oración comienza con una invocación silenciosa al Espíritu Santo (§126)  .

### sigloXX
Juan Pablo II rezaba el rosario todos los días y le dedicó una carta apostólica : Rosarium Virginis Mariae . Pablo VI también animó esta oración en su exhortación apostólica "Marialis cultus". Fue Juan Pablo II quien añadió los cinco misterios luminosos: bautismo del Señor, bodas de Caná, anuncio del Reino, Transfiguración, institución de la Eucaristía.
Para Juan Pablo II, el propósito del rosario es ante todo “contemplar con María el rostro de Cristo” .

## Desarrollo histórico
En el siglo VII, las oraciones a María se estaban volviendo más comunes. La primera oración conocida a María es el Sub tuum praesidium , que comienza con las palabras: "Debajo de tu compasión, nos refugiamos".  El texto más antiguo de Sub tuum praesidium se remonta a la liturgia de la Iglesia copta ortodoxa y una copia escrita en griego data aproximadamente del año 250.

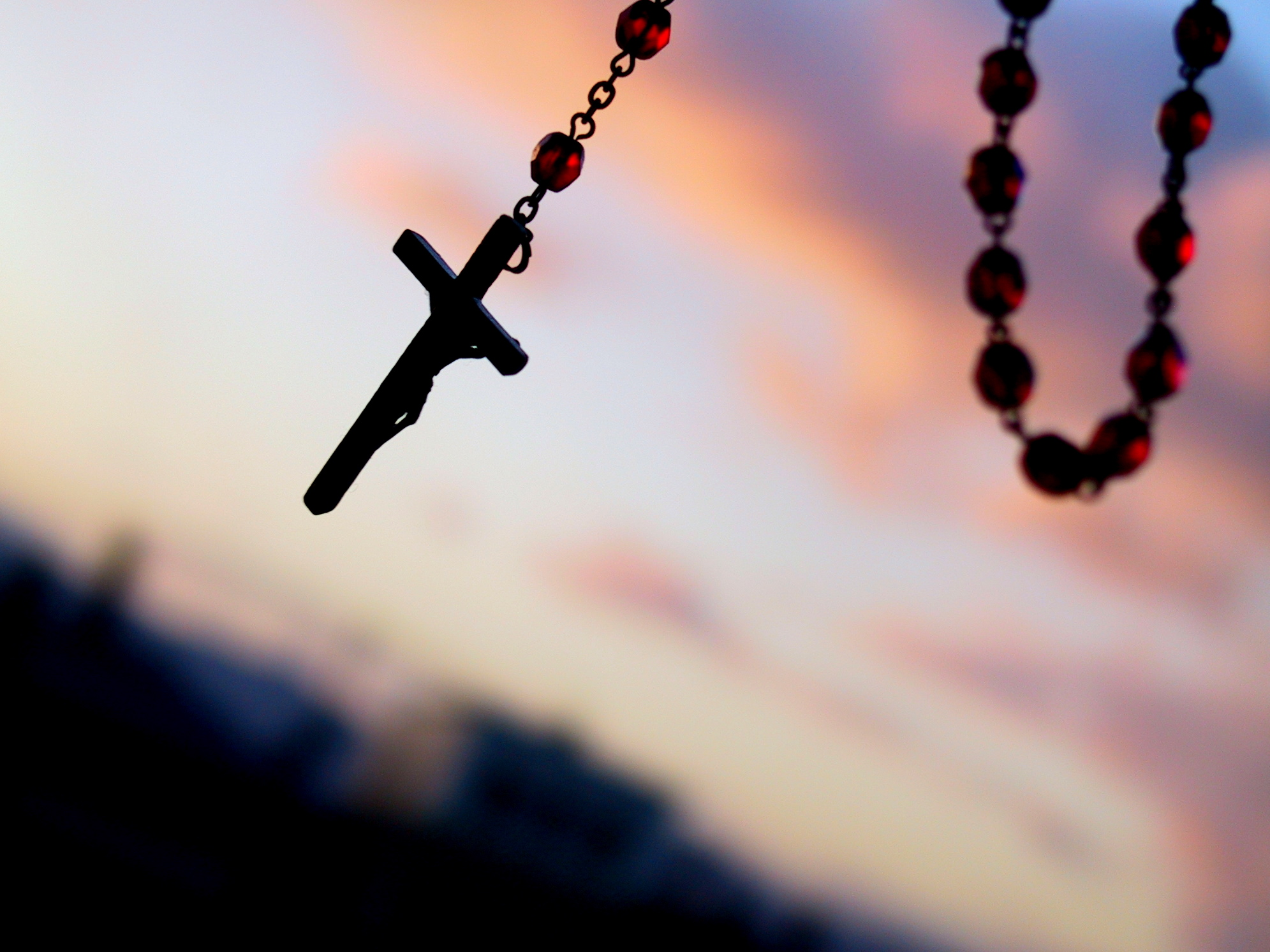
El crucifijo en un rosario

Alrededor de 1075, Lady Godiva se refiere en su testamento al "anillo de piedras preciosas que había ensartado en un cordón para que, tocándolas una tras otra, pudiera contar sus oraciones con exactitud" (Malmesbury, "Gesta Pont.", Rolls Series 311 )
Durante la Edad Media , la evidencia sugiere que tanto el Padre Nuestro como el Ave María se recitaban con cuentas de oración.  En el siglo XIII en París , existían cuatro gremios comerciales de fabricantes de cuentas de oración, a quienes se les conocía como paternósteros , y las cuentas se denominaban paternósters , lo que sugiere un vínculo continuo entre el Padre Nuestro ( Pater noster en latín) y la oración del rosario.
Está registrado por un biógrafo contemporáneo que Aiberto de Crespin, quien murió en 1140, recitaba 150 Avemarías diarias, 100 con genuflexiones y 50 con postraciones. Luis IX de Francia (1214-1270) que "... se arrodilló cada noche 50 veces y cada vez se puso de pie y luego se arrodilló de nuevo y repitió lentamente un Ave María".  En el siglo XII, el gobierno de los anacoretas ingleses , el Ancrene Wisse , especificaba cómo los grupos de 50 avemarías debían dividirse en cinco décadas de diez avemarías cada uno. Poco a poco, el Ave María vino a reemplazar al Padre Nuestro como la oración más asociada con las cuentas. Con el tiempo, cada década fue precedida por un Padre Nuestro, que reflejaba aún más la estructura del Oficio Divino monástico.
La práctica de la meditación durante la oración de las Avemarías se atribuye a Domingo de Prusia (1382-1460), un monje de la Orden de los Cartujos , que lo llamó "Rosario de la vida de Jesús".  El monje alemán de Trier agregó una oración a cada una de las 50 Avemarías que ya eran populares en su época, usando citas de las escrituras.  Promovido por su superior Adolf von Essen y otros, su práctica se hizo popular entre los benedictinos y cartujos desde Trier hasta las contiguas Bélgica y Francia.. Un rosario colgado del cinturón a menudo forma parte del hábito cartujo incluso hoy.
Fue muy promovido por la predicación del sacerdote dominico el beato Alano de la Roca , quien ayudó a difundir la devoción en Francia , Flandes y Holanda entre 1460 y su muerte en 1475. Fundó su primera hermandad para rezar su Salterio en Douai en 1470 .  en 1475 James Sprenger formaron una de las primeras Cofradías del Santísimo Rosario en Colonia. Cofradías del Santísimo Rosario en Venecia y Florencia se formaron en 1480 y 1481.

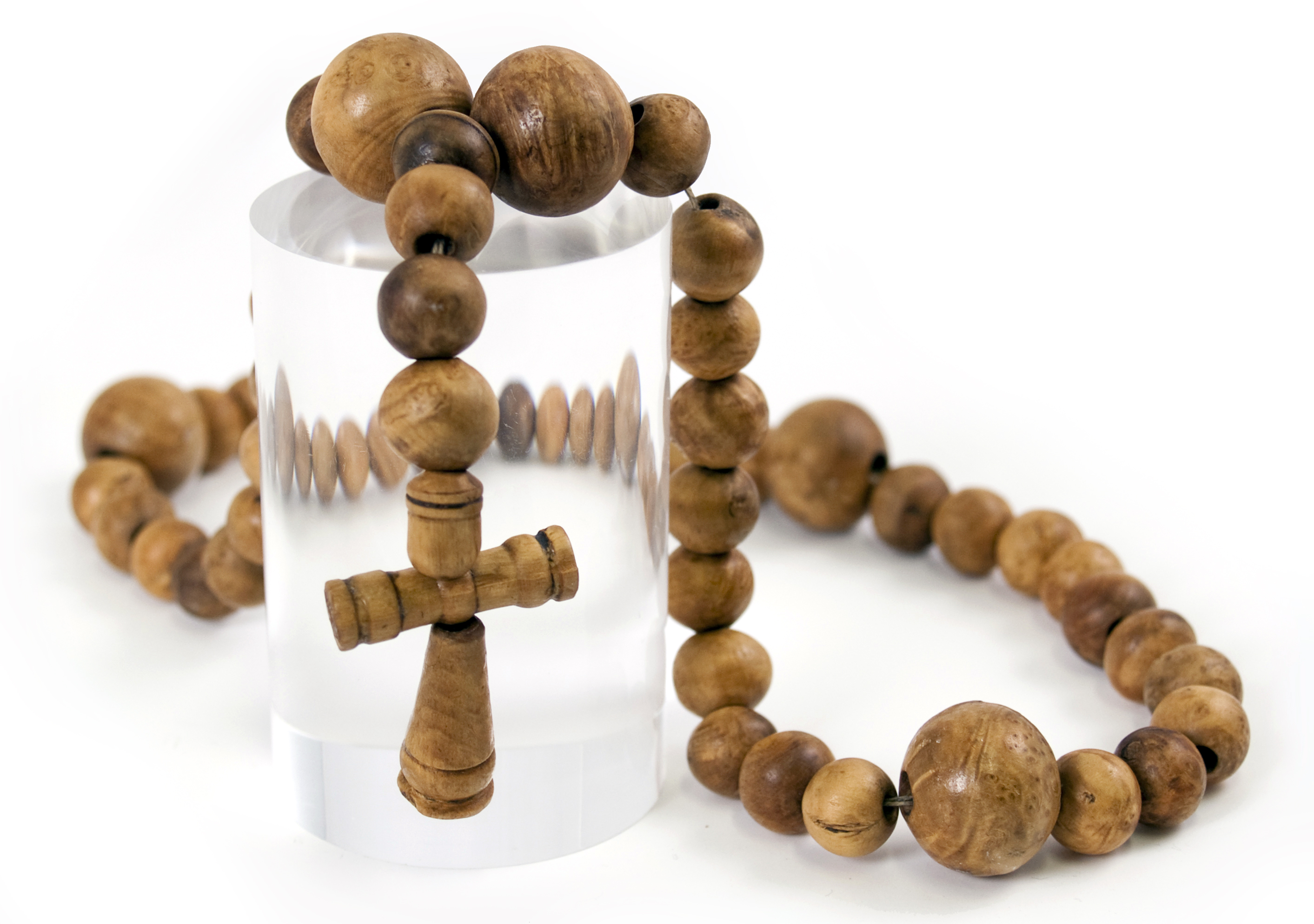
Un rosario del siglo XVI encontrado a bordo de la carraca Mary Rose

En el siglo XVI, las Cofradías del Santísimo Rosario para mujeres se extendieron en Francia e Italia, en parte porque las mujeres estaban excluidas de la mayoría de las otras sociedades y porque este tipo no involucraba misas o procesiones comunes, solo la oración privada.  En 1571, el Papa Pío V llamó a toda Europa a rezar el rosario por la victoria en la Batalla de Lepanto , en la que los beligerantes cristianos incluían a los Estados Pontificios . La victoria cristiana en Lepanto se celebró al principio como la fiesta de "Nuestra Señora de la Victoria" el 7 de octubre, pero luego fue rebautizada como Nuestra Señora del Rosario .

## Aprobación oficial

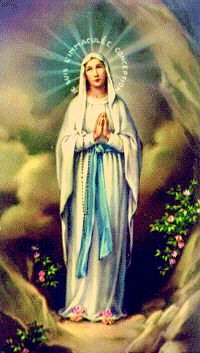
Nuestra Señora de Lourdes apareciendo en Lourdes con Rosario.

En 1569, la bula papal Consueverunt Romani Pontifices del Papa dominico Pío V estableció oficialmente la devoción al rosario en la Iglesia Católica.  San Pedro Canisio , Doctor de la Iglesia , a quien se le atribuye haber añadido al Ave María la frase "Santa María, Madre de Dios, ruega por nosotros pecadores", fue un ardiente defensor del rosario y lo promovió (y su devoción mariana en general) como la mejor manera de reparar el daño hecho a la Iglesia por la Reforma .
Desde el siglo XVI hasta principios del siglo XX, la estructura del rosario se mantuvo esencialmente sin cambios.  Había 15 misterios, uno para cada una de las 15 décadas. En el siglo XX se hizo popular la adición de la Oración de Fátima al final de cada década. Después del Concilio Vaticano II, Monseñor. Annibale Bugnini, arquitecto de la reforma litúrgica, propuso más cambios en la estructura del Rosario, pero el Papa Pablo VI se negó a implementar la propuesta con el argumento de que cambiar una devoción tan bien establecida y popular perturbaría la piedad de los fieles y mostraría falta de reverencia por una práctica antigua. Por tanto, no hubo otros cambios hasta 2002 cuando Juan Pablo II instituyó cinco nuevos misterios luminosos .  En el siglo XVII, el Rosario comenzó a aparecer como un elemento clave en el arte mariano católico . Ejemplos clave incluyen la Virgen con el Rosario de Bartolomé Esteban Murillo en el Museo del Prado en España y la estatua de la Virgen con el Rosario en la iglesia de San Nazaro Maggiore en Milán. Varias iglesias católicas marianas de todo el mundo también han recibido el nombre del rosario, por ejemplo, la Basílica de Nuestra Señora del Rosario , en Rosario Argentina , la Basílica del Rosario en Lourdes y Nossa Senhora do Rosário en Porto Alegre , Brasil .

## Fechas clave

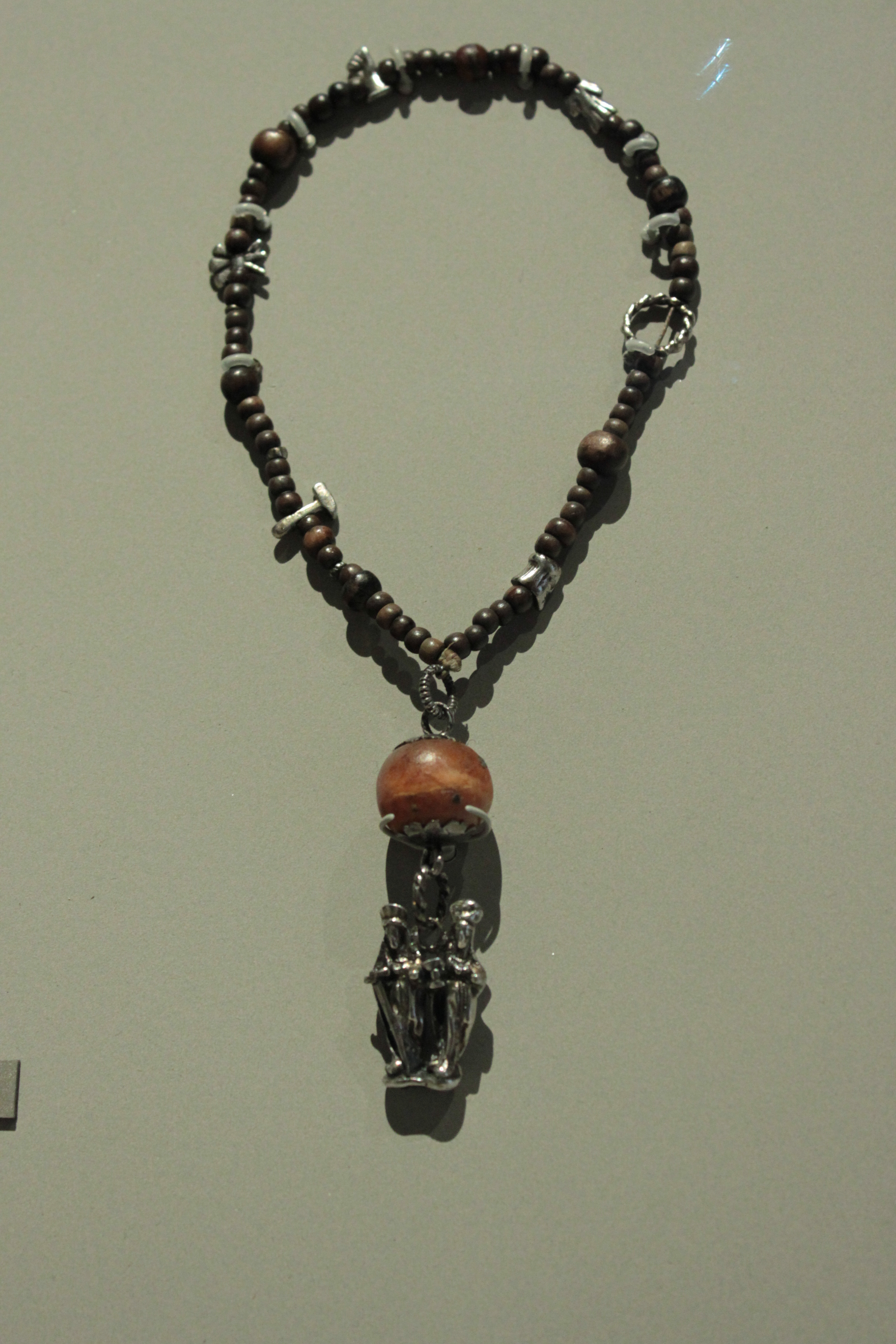
Un rosario de 1475 a 1500, Alemania.

La tabla muestra fechas clave en el desarrollo del rosario: 
- Oración del "Ave María, llena eres de gracia" empleada en un ritual siríaco atribuido a Severo, Patriarca de Antioquía (c. 513)
- El beato Alano de la Roca (Alain de la Roche) del siglo XV estableció las "15 promesas del rosario" e inició muchas cofradías del rosario
- C. 1514 La oración del Ave María adquiere su forma actual.
- 1569 El Papa Pío V estableció la forma actual de los 15 misterios originales
- 1587 Rosario della Sacratissima Vergine Maria por Ven. Se publica Luis de Granada .
- 1589 Se publican las instrucciones para el uso de las balizas de John Bucke .
- En 1597 se registró por primera vez el uso del término "rosario" para referirse a las cuentas de oración.
- 1917 Se dice que Nuestra Señora de Fátima pide que se agregue la Oración de Fátima al Rosario. Sus videntes afirman que también pide que se reza el Rosario para detener la guerra.
- 1974 El Papa Pablo VI emite la Carta Apostólica Marialis Cultus que dedica 14 secciones al uso del rosario dentro de la Iglesia católica.
- 2002 El Papa Juan Pablo II introduce los misterios luminosos como una opción para los católicos en una carta apostólica sobre el Rosario, Rosarium Virginis Mariae .[17]

## Cuerdas, cuentas y oraciones

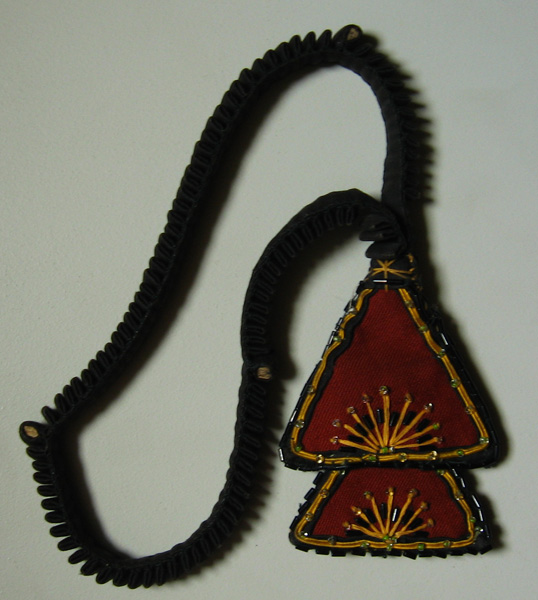
Un Lestovka ruso. A diferencia de un rosario, no tiene crucifijo.

La palabra en inglés bead se deriva del sustantivo bede en inglés antiguo, que significa oración. 
Los primeros dispositivos cristianos para contar las oraciones se remontan a los Padres del Desierto que iniciaron el monaquismo cristiano en el siglo III.  Tenían la costumbre de rezar 150 salmos al día y, para llevar la cuenta, guardaban 150 guijarros en un cuenco o bolsa, y sacaban un guijarro después de cada salmo. Antonio de Egipto y San Pacomio a menudo se asocian con el desarrollo de cuerdas de oración en el siglo IV. Eran cuerdas con 150 nudos y ganaron popularidad porque pesaban menos de una bolsa de 150 guijarros. Estas cuerdas de oración (también llamadas komboskini ) continúan utilizándose en el cristianismo oriental hoy. Estas cuerdas solo se usaron para oraciones como la Oración de Jesús y la Oración del Señor y no involucraron oraciones a la Virgen María .
Después del Primer Concilio de Éfeso en 431 se estableció el título Theotokos y la veneración de María como la "Madre de Dios" y comenzó un período de crecimiento para las oraciones marianas. 

Un ostracón egipcio copto que data alrededor del año 600 lleva las palabras griegas:
"Dios te salve, María, llena eres de gracia, el Señor es contigo; bendita tú eres entre todas las mujeres y bendito el fruto de tu vientre, porque concibiste a Cristo, el Hijo de Dios, Redentor de nuestras almas ". 
Esta variante oriental del Ave María aparentemente estaba destinada a uso litúrgico, al igual que la forma más antigua del Ave María en la Iglesia occidental tomó la forma de una antífona. Sin embargo, hay poco o ningún rastro del Ave María como una "fórmula devocional" aceptada antes de aproximadamente 1050. Si bien dos manuscritos anglosajones en el Museo Británico, uno de los cuales puede ser tan antiguo como el año 1030, muestran las palabras "Ave María", etc. y "benedicta tu in mulieribus et benedictus fructus ventris tui", no es seguro cuándo estos las cláusulas se unieron primero para hacer una oración.

### Encíclicas
León XIII
- Supremi apostolatus ,  1 st  de septiembre de  1.883
- Superiore Anno , 30 de agosto de 1884
- Vi è Ben Noto , 20 de septiembre de 1887
- Octobri Mense , 22 de septiembre de 1891
- Magnae Dei Matris , 8 de septiembre de 1892
- Laetitiae Sanctae , 8 de septiembre de 1893
- Iucunda Semper Expectatione , 8 de septiembre de 1894
- Adiutricem , 5 de septiembre de 1895
- Fidentem Piumque Animum , 20 de septiembre de 1896
- Augustissimae Virginis Mariae , 12 de septiembre de 1897
- Diuturni Temporis , 5 de septiembre de 1898

Pío XI
- Ingravescentibus Malis , 29 de septiembre de 1937

Pío XII
- Ingruentium Malorum , 15 de septiembre de 1951

Juan XXIII
- Gratia Recordatio , 26 de septiembre de 1959

### Obras de fe y piedad

#### Obras antiguas
- Bernardo de Claraval . La Alabanza de la Virgen Madre , Obras completas XX Introducción, traducción, notas e índice de Marie-Imelda Huille, ocso, monja de Notre-Dame d'Igny, y Joël Regnard, ocso, monje de Notre-Dame de Císter.Diciembre de 1993[2009]. El ciervo.
- Louis-Marie Grignion de Montfort , Tratado sobre la verdadera devoción a la Santísima Virgen , ed. Mediapaul, 1997
- Louis-Marie Grignion de Montfort , El Admirable Secreto del Santísimo Rosario - Convertirse y salvarse , ed. Tradiciones monásticas, 2005

#### Obras contemporáneas
- Juan Pablo II , El Rosario de la Virgen María
- Padre Pio , El Rosario , Palabra y Silencio , 2008
- Hermana Emmanuelle , Palabras del Rosario , Actes Sud , 2001
- Élie-Pascal Épinoux y André Gouzes , Le Rosaire de Fra Angelico . Meditaciones de Catalina de Siena. Oraciones del hermano André Gouzes , Cerf, 1995
- Marie-Joseph Le Guillou , El rosario , palabra y silencio, 1998
- Hugues-François Rovarino, rezar el rosario , prefacio de M gr  Jacques Perrier, París, Ed. Le Chalet, coll. “Ventana a la oración”, 2005. - 64 p.
- Josemaría Escrivá de Balaguer , San Rosario , ed. Le Laurier, libro de 1997 en la web del Opus Dei
- El rosario: Historia de una oración , Abad Hubert Lelièvre, Téqui, 53, p.  1996.
- Alabanza de los misterios de Cristo: Historia del Rosario , Dr. Andreas Heinz, Téqui .
- El Rosario en la enseñanza de los Papas , introducción, elección y orden de los textos, índices y tablas de los monjes de Solesmes Sablé-sur-Sarthe: Abbaye Saint-Pierre de Solesmes, 1984.
- María: estudios sobre la Santísima Virgen , Hubert Du Manoir SJ [ leer en línea  [ archivo ] ]
- Padre Guy Gilbert , Le Rosaire , Éditions des Béatitudes.
- Philippe Malgouyres,  , Somogy Éditions d'art,2017 ( ISBN  978-2-7572-1295-0 y 2-7572-1295-8 , OCLC  1012611484 )

- Datos: Q5870904